# 章更生
章更生（1960年5月—），安徽省东至县人，中华人民共和国经济师、银行家。

## 生平
1960年5月，章更生出生在安徽省东至县。1984年，章更生从辽宁财经学院（今东北财经大学）基建财务与信用专业大学本科毕业，2010年取得北京大学高级管理人员工商管理硕士学位。
1996年12月，章更生出任中国建设银行三峡分行副行长，1998年9月升任行长。2000年6月，章更生出任中国建设银行营业部副总经理，2004年3月升任中国建设银行营业部、集团客户部（营业部）总经理。2006年10月，章更生出任中国建设银行集团客户部（营业部）总经理兼北京市分行副行长。2013年4月，章更生出任中国建设银行副行长，2013年6月兼任建信人寿保险有限公司董事长。2015年8月，章更生出任中国建设银行执行董事、副行长，2019年12月兼任建行亚洲董事长。
2021年7月，章更生出任国家电网有限公司外部董事。

### 落马
2024年11月8日，章更生涉嫌严重违纪违法，接受中央纪委国家监委纪律审查和监察调查。2025年4月21日，中央纪委国家监委决定给予章更生开除党籍处分；按规定取消其享受的待遇；收缴其违纪违法所得；将其涉嫌犯罪问题移送检察机关依法审查起诉，所涉财物一并移送。